# Луцій Маммій Полліон
Луцій Маммій Полліон (лат. Lucius Mammius Pollio, I століття) — політичний і державний діяч Римської імперії, консул-суффект 49 року.

## Біографія
Про нього збереглося мало відомостей. 49 року заохочений Агріппіною Молодшою на виступ у сенаті, де він вніс пропозицію, щоб сенатори звернулися з проханням до імператора Клавдія просватати Клавдію Октавію за Луція Доміція Агенобарба, майбутнього імператора Нерона, що дозволить йому на рівних успадкувати трон з Британніком, братом Клавдії Октавії. З травня по червень 49 року був консулом-суффектом разом з Квінтом Аллієм Максимом. Про подальшу долю свідчень немає.